# Fráguas (Rio Maior)
Fráguas ist eine Gemeinde (Freguesia) im portugiesischen Kreis Rio Maior. In ihr leben 817 Einwohner (Stand 19. April 2021).